# Boxen bei den Commonwealth Games
Die Boxwettbewerbe bei den Commonwealth Games, die (da die Commonwealth Games nach den Olympischen Spielen und den Asian Games als die drittgrößte Multisportveranstaltung der Welt beschrieben werden) die drittgrößten Boxwettbewerbe einer Multisportveranstaltung darstellen, sind die wichtigsten Boxwettkämpfe des Commonwealth of Nations. Sie werden von der AIBA organisiert. Seit der ersten Austragung im Jahre 1930 in Hamilton, treffen alle vier Jahre (Ausnahme: 1942 und 1946, denn in diesen Jahren wurden keine Commonwealth Games ausgetragen) die besten Boxer der jeweiligen Gewichtsklassen aus den Ländern des Commonwealth of Nations aufeinander. Frauenwettkämpfe fanden erstmals 2014 in Glasgow in drei Gewichtsklassen (Fliegen-, Leicht- und Mittelgewicht) statt.

## Bekannte Goldmedaillengewinner
Zu den bekanntesten Goldmedaillengewinnern zählen unter anderem Richard McTaggart, Lennox Lewis, Audley Harrison, Darren Barker, Daniel Geale, Jean Pascal, David Price und Jamie Cox.

## Wettkämpfe
| Nr. | Jahr | Ort          | Land                   | Artikel |
| --- | ---- | ------------ | ---------------------- | ------- |
| 1   | 1930 | Hamilton     | Kanada                 | Details |
| 2   | 1934 | London       | Vereinigtes Königreich | Details |
| 3   | 1938 | Sydney       | Australien             | Details |
| 4   | 1950 | Auckland     | Neuseeland             | Details |
| 5   | 1954 | Vancouver    | Kanada                 | Details |
| 6   | 1958 | Cardiff      | Wales                  | Details |
| 7   | 1962 | Perth        | Australien             | Details |
| 8   | 1966 | Kingston     | Jamaika                | Details |
| 9   | 1970 | Edinburgh    | Schottland             | Details |
| 10  | 1974 | Christchurch | Neuseeland             | Details |
| 11  | 1978 | Edmonton     | Kanada                 | Details |
| 12  | 1982 | Brisbane     | Australien             | Details |
| 13  | 1986 | Edinburgh    | Schottland             | Details |
| 14  | 1990 | Auckland     | Neuseeland             | Details |
| 15  | 1994 | Victoria     | Kanada                 | Details |
| 16  | 1998 | Kuala Lumpur | Malaysia               | Details |
| 17  | 2002 | Manchester   | Vereinigtes Königreich | Details |
| 18  | 2006 | Melbourne    | Australien             | Details |
| 19  | 2010 | Neu-Delhi    | Indien                 | Details |
| 20  | 2014 | Glasgow      | Schottland             | Details |
| 21  | 2018 | Gold Coast   | Australien             | Details |
| 22  | 2022 | Birmingham   | England                | Details |